# Skimmer
- v bazénové technice se tímto slovem označuje hladinový sběrač nečistot sloužící k odvodu znečištěné bazénové vody i k odstraňování plovoucích nečistot na jezírkách. Voda z bazénů a jezírek je odváděna do filtračního zařízení a díky skimmeru, který pochytá největší množství nečistot, na něj není kladena taková zátěž. Skimmer tvoří plastová či nerezová nádoba, která je zabudovaná ve stěně bazénu nebo zavěšená na stěně v případě nadzemních bazénů.

- v hutnictví se jedná o označení žáruvzdorné oddělovací desky, jež je na hlavním odpichovém žlabu vysokých pecí součástí zařízení, kterému se říká odlučovač strusky. Oddělovací deska přehrazuje hlavní žlab, ale nedoléhá až na jeho dno, aby těžší tekuté surové železo mohlo protékat pod deskou; lehčí struska, která plave na tekutém železe, se shromažďuje před deskou a je odváděna struskovým žlabem, jehož dno je o něco výše než dno hlavního odpichového žlabu.